# Cântar auto

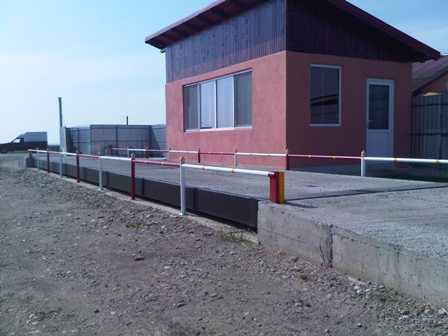
Cântar auto cu structură din beton

Un Cântar auto, Pod basculă sau Cântar rutier reprezintă un cântar de mari dimensiuni, instalat în mod uzual întrun amplasament permanent pe o fundație din beton, și care este utilizat pentru cântărirea integrală a vehiculelor rutiere și a conținutului acestora. Prin cântărirea vehiculului de două ori, o dată încărcat și o dată golit, se poate calcula greutatea netă a produsului transportat.
Principala componentă a unui cântar auto modern o reprezintă doza tensometrică (celula de sarcină). Denumirea corectă este traductor (de greutate). „Celula de sarcină” este o traducere mot a mot a termenului load cell.

## Design

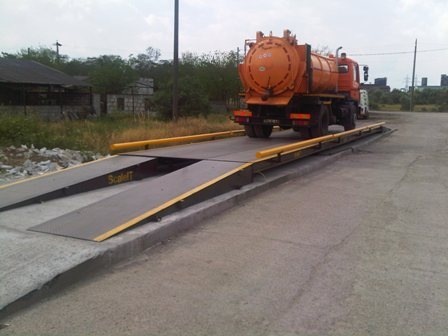
Cântar auto cu structura integral metalică

Până în anii 1970, toate cântarele auto erau mecanice, folosind pârghii și cuțite conectate la capăt la un mecanism de tip balanță romană, și erau instalate întotdeauna în fundații îngropate. Odată cu apariția dozelor tensometrice, industria de profil s-a reorientat și astfel astăzi cântarele auto sunt aproape în totalitate electronice, având un profil foarte redus pe înalțime (300 – 450 mm) și fiind mult mai des întâlnite în versiuni de instalare supraterană. Există în continuare și versiuni de cântare auto instalate îngropat, de cele mai multe ori fiind însă vorba de rațiuni de ordin tehnologic, sau de spațiu, decât de cerințe ale sistemului de cântărire în sine.
Decizia asupra modului de instalare a cântarului auto trebuie să acopere o întreaga varietate de aspecte, acestea fiind sintetizate în tabelul de mai jos:
| Aspect                           | Versiune îngropată | Versiune supraterană |
| -------------------------------- | --- | --- |
| Cost                             | Mai costisitoare, datorită lucrărilor civile mai complexe | Mai puțin costisitoare, datorită lucrărilor civile simplificate |
| Service și reparații             | Operațiuni oarecum mai complexe, datorate spațiilor restrânse în care au loc aceste operații | Operațiuni simple, efectuate direct de la suprafața solului |
| Întreținere                      | Operațiuni manuale, consumatoare de timp | Operațiuni simple și efectuate în mod direct, cu jet de apă sub presiune |
| Inspecția aparatului de cântărit | Trebuie efectuată din interiorul gropii de fundare | Are loc direct, prin observații vizuale din jurul cântarului |
| Securitate în muncă              | Echipele de intervenție la acest tip de aparate de cântărit trebuie să respecte normele de protecție și securitate în muncă referitoare la lucrul în spații închise                                                                                            | Echipele de intervenție la acest tip de aparate de cântărit trebuie să respecte normele generale de protecție și securitate în muncă                                                                            |
| Căile de acces pe cântar         | O lungime de vehicul de fiecare parte a cântarului, dreaptă și orizontală | O lungime de vehicul de fiecare parte a cântarului, dreaptă și orizontală |
| Rampe de acces                   | Nu este cazul | Rampe de acces de 2,5 - 5,0 m lungime (pantă de 1:10 - 1:12) de fiecare parte a cântarului auto. Este necesar mai mult teren pentru instalarea și utilizarea unui cântar auto instalat în versiune supraterană. |
| Drenaj                           | Trebuie asigurat un drenaj funcțional și eficient pentru a preveni acumularea de apă în interiorul gropii de fundare. Acest sistem de drenaj trebuie curățat/decolmatat în mod constant                                                                        | Nu este cazul. Drenajul are loc în mod natural prin scurgerea apei de pe fundație pe solul din zonele adiacente                                                                                                 |
| Direcție de circulație           | Poate fi traversat atât longitudinal, cât și transversal. În cazul în care structura de rezistență nu permite un astfel de trafic transversal, trebuie luate măsuri de prevenire a accesului vehiculelor din direcții laterale (balustrade de protecție, etc.) | Vehiculele pot circula numai în direcția longitudinală a cântarului auto |

Din tabelul de mai sus, reiese setul de motive care au condus la restrângerea aplicabilității soluției îngropate pentru cântarele auto moderne. Totuși, există situații particulare care necesită astfel de soluții de instalare. Unele din aceste condiții care necesită instalarea îngropată a cântarului auto sunt: limitări pe înălțime în zona de amplasare a cântarului auto (structuri existente), spațiu restrâns de amplasare a cântarului (sau mai bine zis, lipsa de spațiu). Nu în ultimul rând, în cazul modernizării vechilor poduri basculă mecanice, noile cântare auto electronice rămân îngropate, folosindu-se vechea fundație a podului basculă.

## Dimensiune
Lungimea și lățimea cântarului auto sunt dictate de dimensiunile vehiculelor de cântărit. Pentru a putea fi utilizat în domeniul reglementat (tranzacții comerciale), un cântar auto trebuie să poată cântări integral vehiculul de cântărit (adică întregul vehicul trebuie să fie așezat pe suprafața cântarului auto). Cântărirea secvențiala (pe bucăți) a vehiculelor nu este permisă ca metoda de cântărire statică a vehiculelor în scopul tranzacțiilor comerciale. Dimensiunile standard ale vehiculelor pentru transport internațional de mărfuri nu depășesc 18 m lungime și 2,55 m lățime. Vehiculele destinate altor activități (camion cu remorcă, basculantă, autobetonieră, cisterne auto) sunt de obicei mai scurte și au aceeași lățime maximă de 2,55 m.
În mod uzual, cântarele auto au o lățime de 3 m și lungimi de 8, 9, 10, 12, 14, 15, 16 sau după caz 18 m. În cazul vehiculelor agabaritice (vehicule extrem de lungi sau cu lățimi peste cele normale) precum și în cazuri în care fluxul tehnologic o cere (rampe de încarcere unde vehiculul trebuie mutat în poziții diferite pentru a umple diferite compartimente), se produc cântare auto având lungimi sau lățimi particularizate. Cântarul trebuie dimensionat în funcție de dimensiunile vehiculelor de cântărit.
Pentru a ajuta conducătorii auto să se ghideze pe cântar, cât și pentru a crește viteza operațională a acestuia, majoritatea producătorilor livrează cântarele auto echipate (în versiune standard sau ca echipament opțional) cu balustrade de protecție și/sau cu stâlpi de ghidare amplasați pe rampele/căile de acces. Aceste echipamente trebuie să fie vizibile cu ușurință, fiind de obicei vopsite în culoare galbenă sau albă.

## Capacitatea și diviziunea de lucru
În mod uzual cântarele auto au capacități între 10 000 și 80 000 kg. Numărul de diviziuni de lucru ale unui cântar auto este dat de celulele de sarcină utilizate. Cele mai uzuale modele pot oferi 3 000 pâna la 6000 diviziuni. Acest fapt conduce la diviziuni de lucru uzuale de 10 sau 20 kg.
Cele mai întâlnite modele de cântare sunt:
- Max: 30 000 kg / e=d= 10 kg
- Max: 60 000 kg / e=d= 20 kg
- Max: 80 000 kg / e=d= 20 kg
În funcție particularitățile aplicației în care acesta este utilizat, se pot întâlni și cântare auto cu domenii multiple de cântărire. De exemplu un cantar poate avea Max: 30 000/60 000 kg, și e=d= 10/20 kg. Astfel, cântarul auto funcționeaza cu o diviziune de lucru de 10 kg în intervalul 0 ... 30 000 kg și cu o diviziune de 20 kg în intervalul 30 000 kg + d ... 60 000 kg. O astfel de soluție permite o precizie a indicației mai ridicată în plaja de sarcini mai mici.

## Structura receptorului de sarcină
Receptorul de sarcină este partea cântarului auto pe care vehiculul circulă și este parte integrantă a structurii de rezistență a cântarului auto. Există două soluții constructive principale în ceea ce privește structura receptorului de sarcină: metalică sau din beton. Fiecare dintre aceste soluții constructive are avantajele și dezavantajele sale.

### Cântare auto de beton

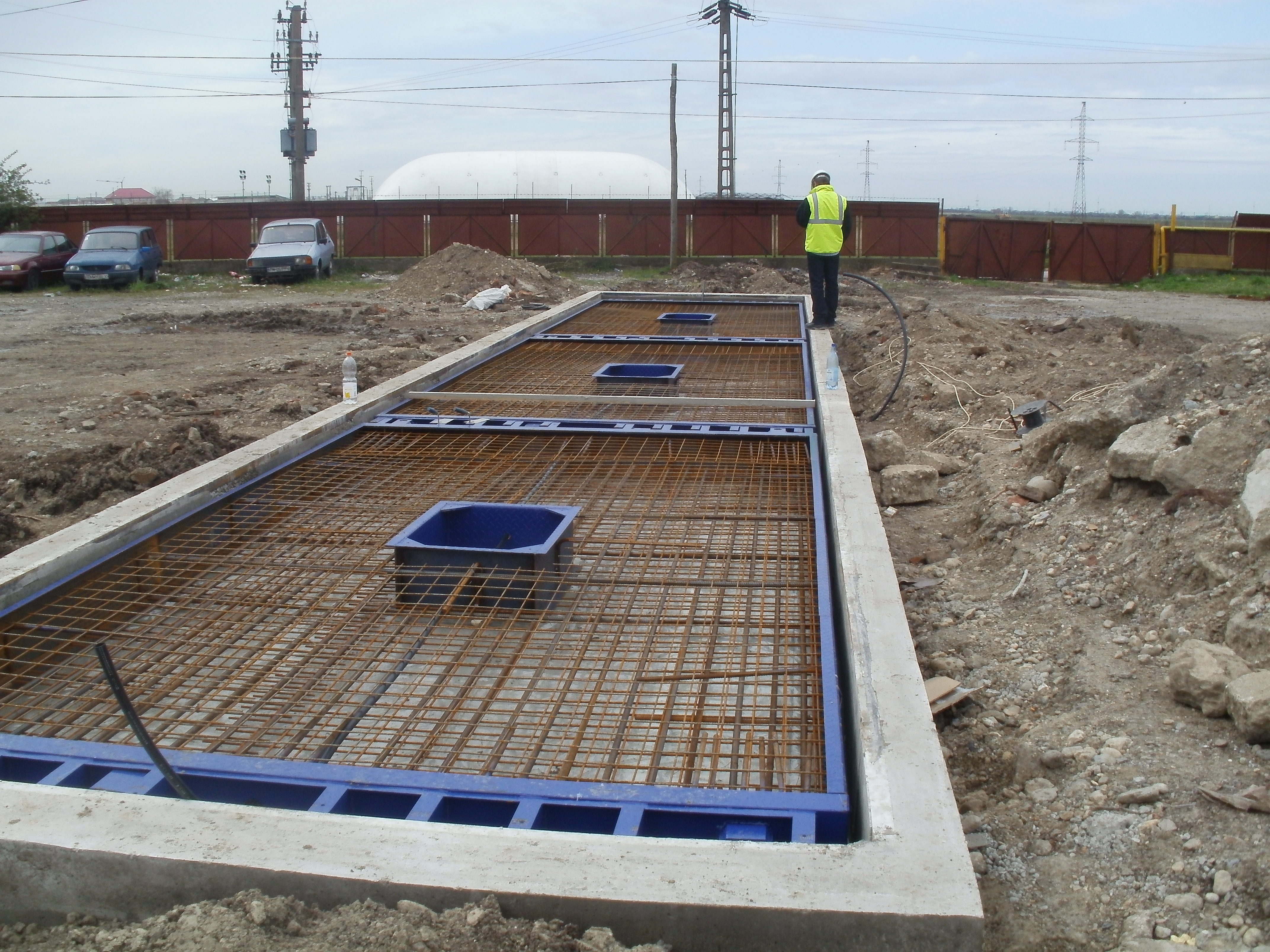
Armare cântar auto de beton cu turnare la fața locului

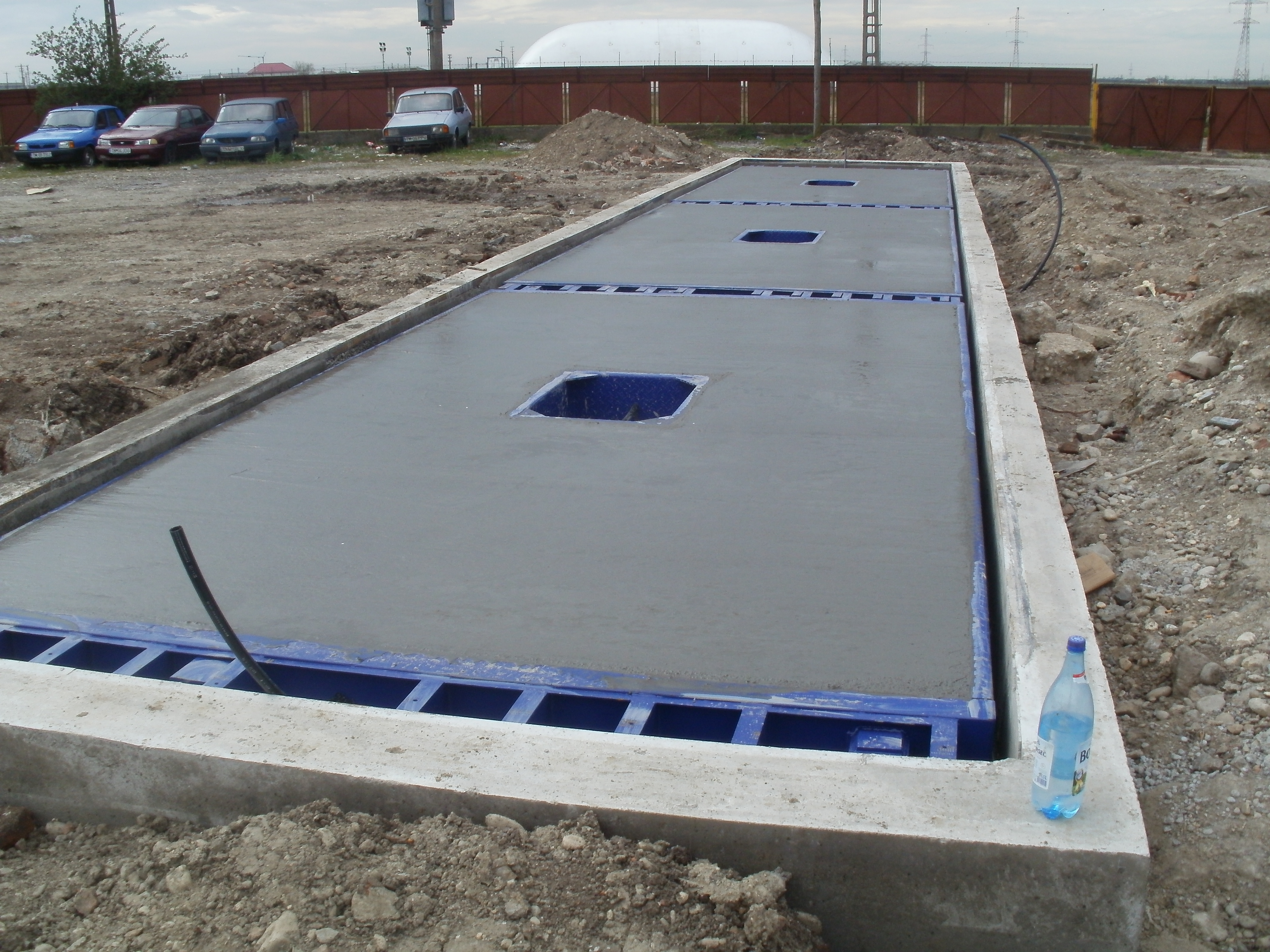
Turnare cântar auto de beton

Aceasta soluție este întâlnită în mod curent la cântarele auto instalate suprateran, fiind o soluție cu un preț de cost cât mai scăzut. Betonul se toarnă în interiorul ramei metalice armate la fața locului, după așezarea acestei rame pe poziția de lucru. Acest mod de realizare a receptorului de sarcină îi dă de asemeni și numele de "cântar auto din beton cu turnare la fața locului". Fiecare producător are propriile planuri de armare a structurii pentru a preveni apariția fisurilor în masa de beton și pentru a prelua tensiunile ce apar în mod natural sub axa neutră a grinzii de beton solicitată la încovoiere.

### Cântare auto prefabricate din beton
Unii producători au capabilitatea de a produce module prefabricate din beton în fabricile proprii. O astfel de soluție elimină toate problemele generate de turnarea de beton la fața locului, și permite totodată un mai bun control al calității produsului, crescând însă în același timp și costurile cu transportul produsului la client.

### Cântare auto metalice

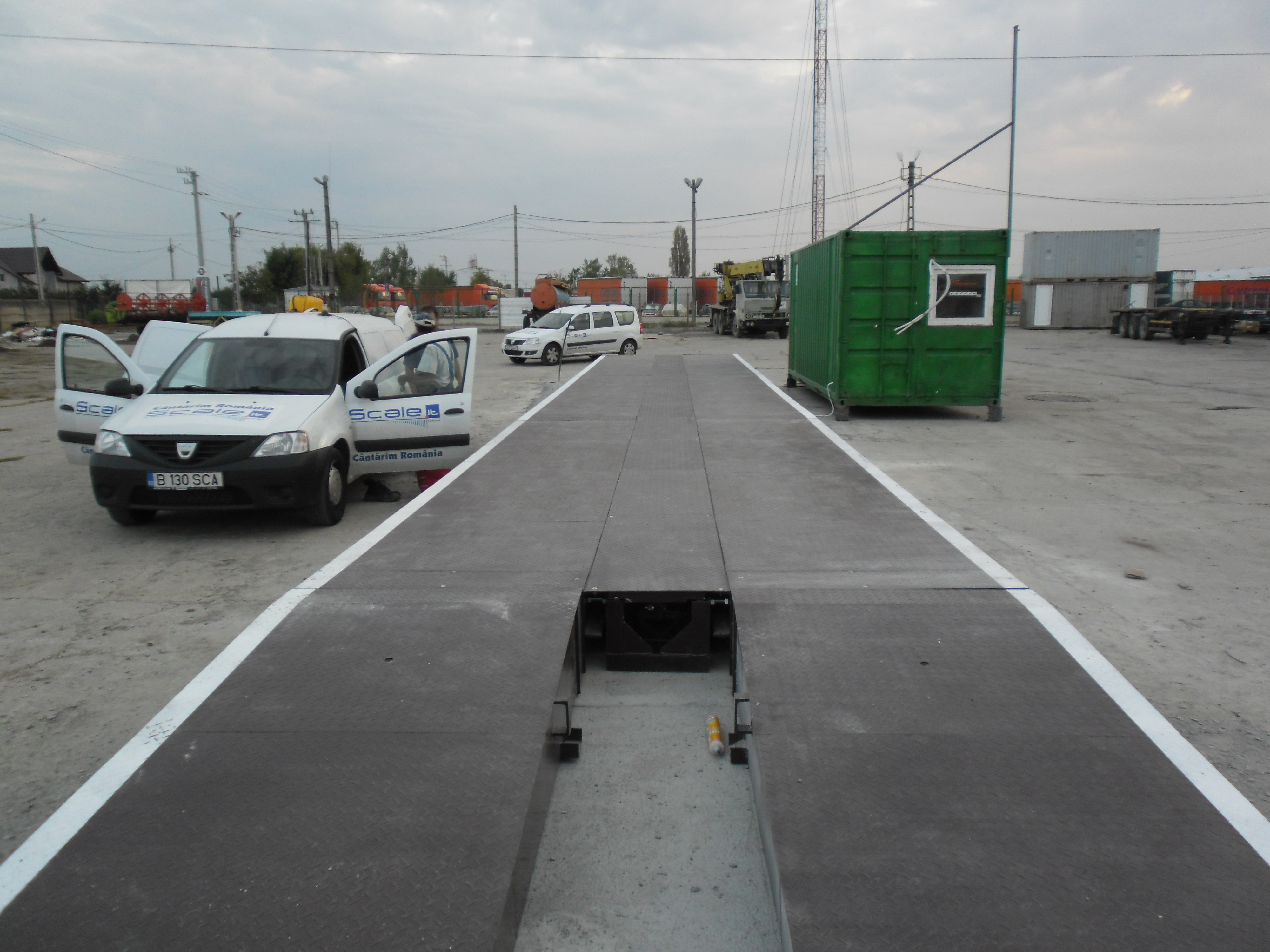
Cântar auto metalic instalat pe placă de beton

Cântarele auto metalice au o structură bazată pe un schelet metalic peste care este prinsă (de obicei prin sudare) o tablă cu grosime ce variaza între 4 și 10 mm (functie de proiectul fiecărui producător în parte, și de tipul aplicației în are este folosit cântarul auto). Este recomandată selecționarea unui producător care folosește o structură de rezistentă formată din laminate de oțel și nu din piese metalice ambutisate. Utilizarea pieselor de tablă ambutisate conduce la generarea de tensiuni în structura de rezistență încă dinaintea cântaririi vehiculelor. De asemeni, structura de rezistență nu trebuie să aibă spații complet închise, acestea fiind factor de generare a fenomenului de condensare și conducând deci la apariția fenomenului de coroziune a structurii dinspre interior către exterior.
În tabelul de mai jos este prezentată o analiză comparativă a cântarelor cu structură metalică și din beton:
| Cântar Auto Metalic | Cântar Auto Din Beton |
| --- | --- |
| Structură ușoară, portabilă, simplu de relocat | Foarte dificil de relocat după turnarea betonului |
| Inerție scăzută, opune o rezistență scăzută la eforturile laterale, ceea ce conduce la un grad ridicat de uzură a părților în mișcare (celule de sarcină, opritori) | Inerție ridicată, opune o rezistență mare la eforturile laterale, ceea ce conduce la scăderea gradului de uzură a parților în mișcare                                   |
| Suprafața căii de rulare este alunecoasă în condiții de umiditate, zăpadă sau gheață                                                                                | Suprafața superioară a betonului poate fi rugoasă (dacă, de exemplu, se periază cu o mătură după turnare) asigurându-se astfel o bună aderență a pneurilor vehiculelor. |
| Tabla de pe calea de rulare este subiectul uzurii în timp datorită stresului continuu al materialului                                                               | Uzură minimă sau chiar zero a căii de rulare chiar și după un interval mare de timp                                                                                     |
| Se instalează în mod normal în mai puțin de o zi de lucru | Odată instalat cântarul și betonul turnat, este nevoie de 28 de zile pentru ca betonul sa atingă rezistența maximă                                                      |
| În cazul deteriorării, structura poate fi reparată cu investiții și eforturi minime                                                                                 | În cazul deteriorării betonului, acesta trebuie spart, îndepartat și re-turnat                                                                                          |